# Dorpskerk (Leerbroek)
De Dorpskerk is een monumentaal gebouw uit de 16e eeuw in het Nederlandse dorp Leerbroek. De eenbeukige, gesloten kerk met consistoriekamer wordt gebruikt voor erediensten door de Hersteld Hervormde Gemeente. De kerk (inclusief de oude begraafplaats en de pastorie) is eigendom van de Protestantse Kerk in Nederland (PKN) en is in 2006 voor 50 jaar in erfpacht gegeven aan de hersteld hervormde gemeente. Tot 2004 werd de kerk gebruikt door de Hervormde Gemeente, waarvan bijna alle leden zijn overgegaan op de gevormde Hersteld Hervormde Gemeente. Deze leden hadden ernstige moeite met het Samen op Weg-proces waarbij de Nederlandse Hervormde Kerk, de Gereformeerde Kerken in Nederland en de Evangelisch Lutherse Kerk in 2004 fuseerden tot de PKN.
De toren is eigendom van de burgerlijke gemeente.

## Omschrijving
Het laat-gotische schip met natuurstenen hoekblokken kwam rond 1500 tot stand. Het oude koor heeft men vermoedelijk in de 18de eeuw afgebroken. Bij een brand in 1935 bleven van de kerk slechts de muren gespaard. Het herstel vond plaats in 1936 onder leiding van architect Albert van Essen uit Voorburg, die ook de consistorie ontwierp. In 2011 is de galerij vergroot en telt de kerk 585 zitplaatsen. 
Ook de toren is van het begin van de 16e eeuw. Deze bestaat uit drie geledingen, waarvan de bovenste aan de vier zijden geleed is door drie spitsboognissen. Een korte spits met vier zijden bekroont de toren. Ook deze raakte zwaar beschadigd bij de brand van 1935. Daarna is ook de klok vernieuwd. De nieuwe klok werd in 1936 geleverd door Gebr. Van Bergen en heeft een diameter van 141,1 cm. Gelijkertijd is het torenuurwerk gemechaniseerd.
In 1898 werd het eerste kerkorgel geplaatst door Johan Frederik Kruse uit Leeuwarden. Dit is ook verloren gegaan bij de brand van 1935. Het huidige orgel is in 1936 gebouwd door de firma Valckx & Van Kouteren uit Rotterdam. Het front is eveneens ontworpen door architect Albert van Essen. Het gehele instrument, uitgezonderd de frontpijpen, staat in een zwelkast. De dispositie is als volgt: 
Manuaal: Bourdon 16' - Prestant 8' - Holpijp 8' - Viola 8' - Vox céleste 8', vanaf c - Octaaf 4' - Roerfluit 4' - Woudfluit 2' - Mixtuur 3 sterk - Trompet 8' - Tremulant.
Pedaal: Subbas 16' - Gedekt 8' (transm).
Koppelingen: Pedaalkoppeling - Superkoppeling manuaal.
Speelhulpen: 4 vaste combinaties (P, MF, F, T).
Pneumatische kegellade. Manuaalomvang: C-g3. Pedaalomvang: C-f1. Alle manuaalregisters zijn gedeeld in bas en discant.
Het orgel is tussen december 2011 en februari 2012 door Consultare volledig gerestaureerd en uitgebreid met een Gedekt 8′ op het pedaal. De intonatie is grondig onderhanden genomen waardoor het orgel krachtiger en grondtoniger is geworden. De orgelkas is van nieuwe eiken beplating voorzien en opnieuw in de bestaande kleur gebracht en gelakt.

## Afbeeldingen

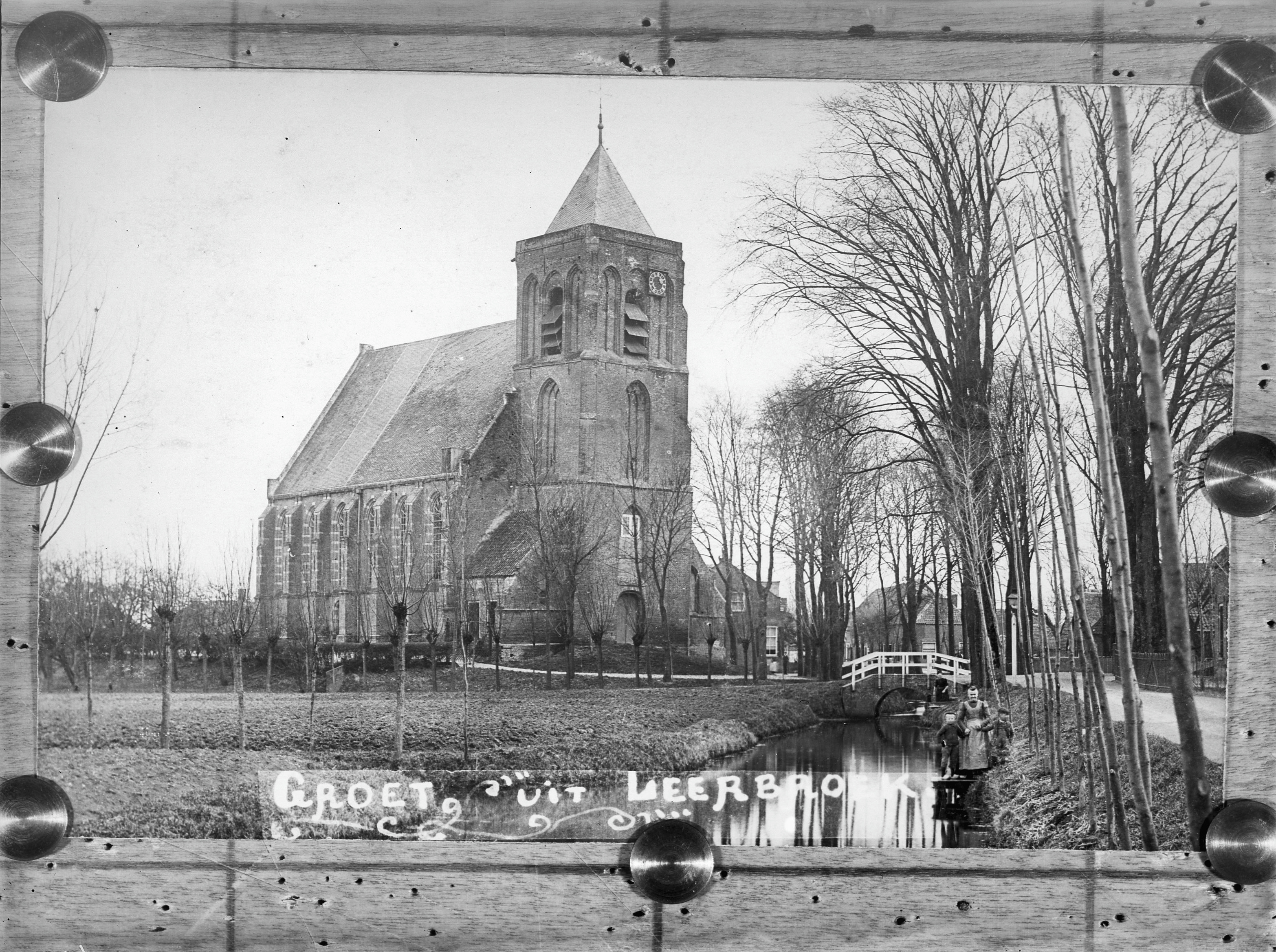
Kerkexterieur begin 20e eeuw.
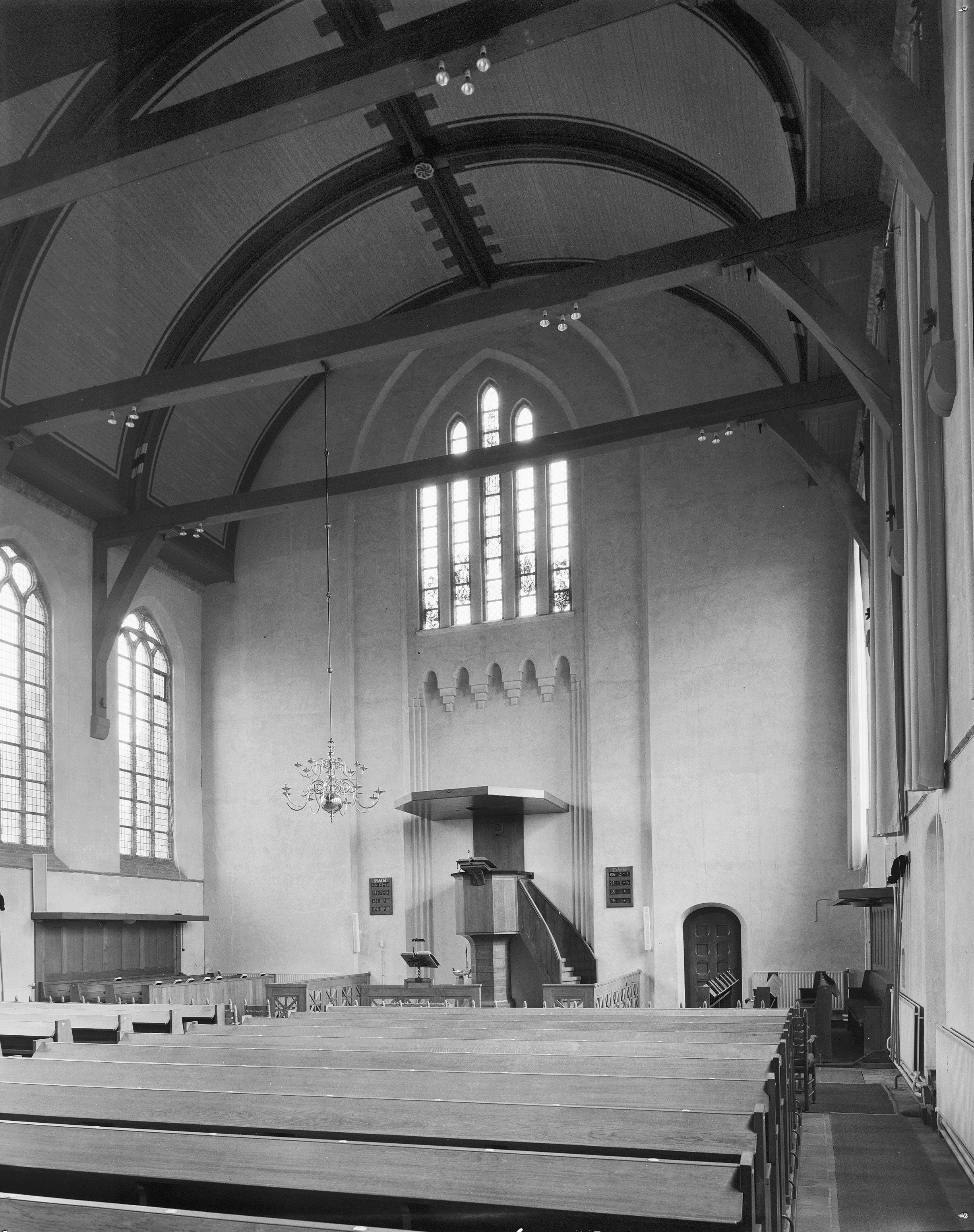
Kerkinterieur in 1981.
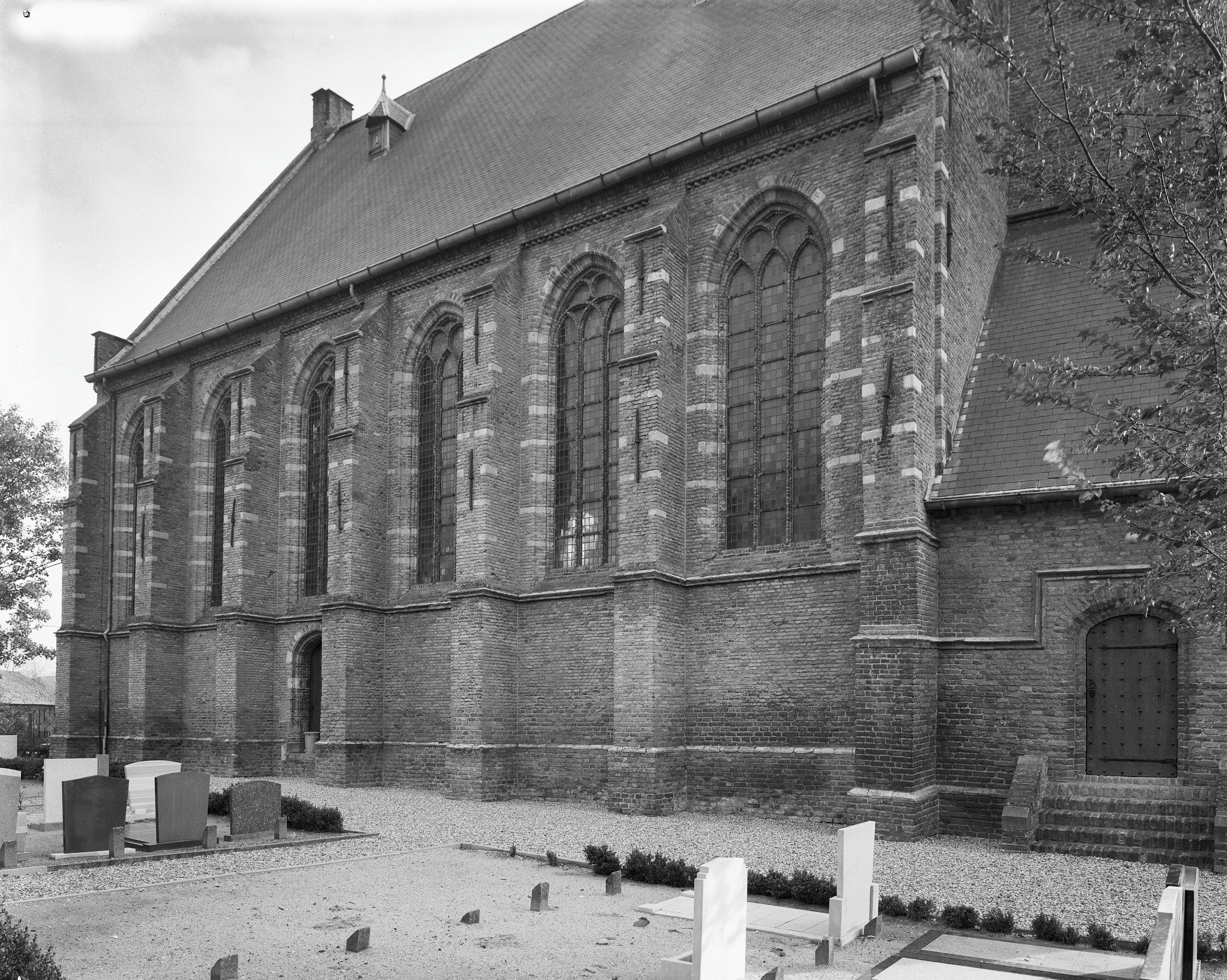
Noordgevel met begraafplaats
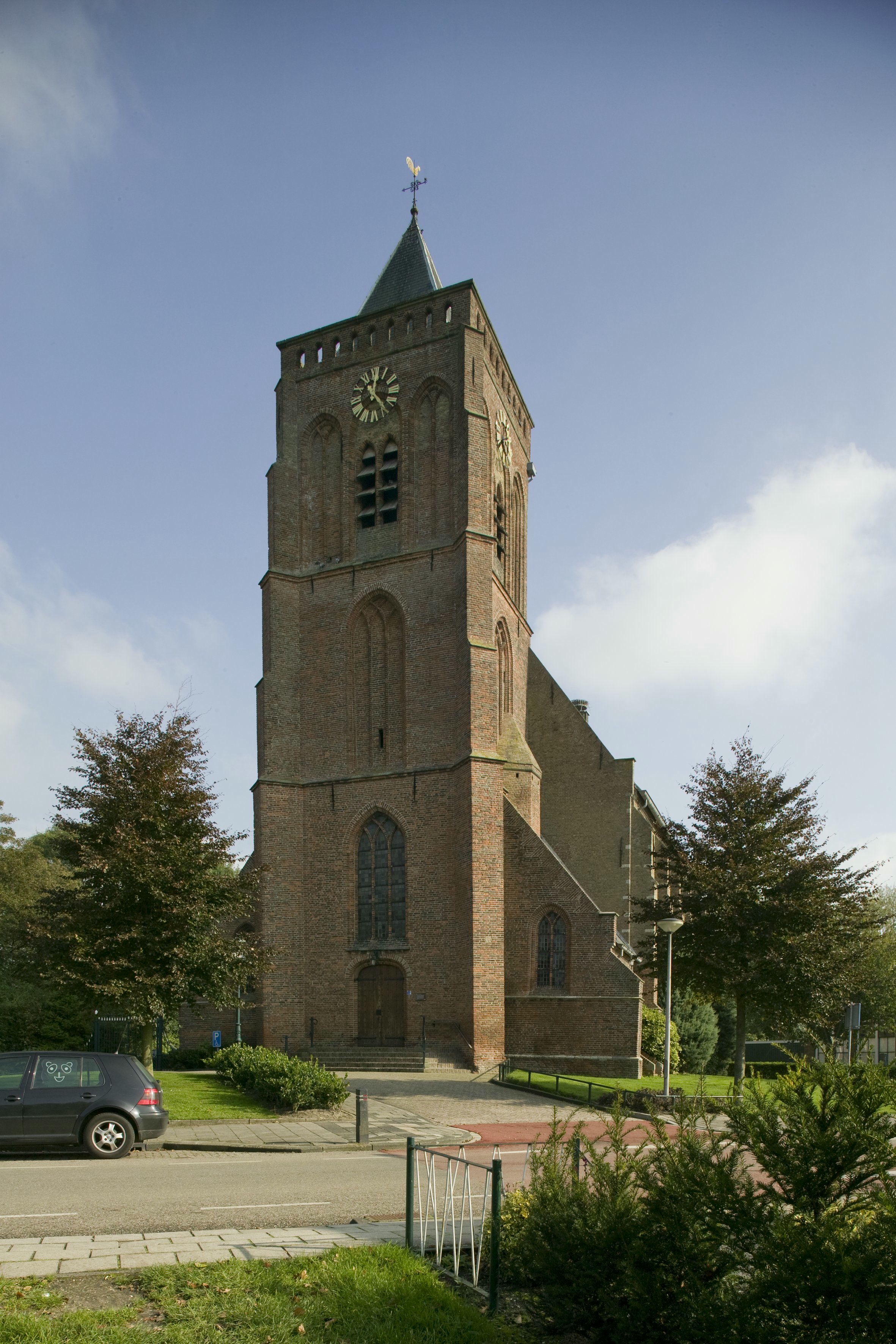
De toren in 2007